# Заячківський Роман Титович

Оповіщення комісара Заячківського до громадян Коломиї

Рома́н Ти́тович Заячкі́вський (*1881 — †1949) — український громадський діяч.

## Біографічні дані
Син Тита Заячківського. За фахом нотаріус.
У 1918—1919 роках — український комісар Коломиї. Протягом 1941—1944 років — президент нотаріальної палати у Львові.
Помер на еміграції у США.